# سالم بن راشد الخروصي
سالم بن راشد بن سليمان الخروصي  المشايقي مولدا النزوي مسكنا، من أئمة الإباضية الذين حكموا في عمان، كان سلطان عمان ومسقط هو فيصل بن تركي بن سعيد ولكن لم يقبل الإباضيون بنظام السلطنة القائم على الوراثة وليس الانتخاب بما يتعارض مع عقيدتهم، فاجتمعت كلمتهم على مبايعة سالم بن راشد الخروصي في مايو 1913 إماماً على عمان حيث اتخذ من نزوى مقراً رسمياً له.
فبويع بظهيرة يوم الإثنين 12 من جمادى الآخرة من سنة 1331 للهجرة النبوية، بمسجد الشرع في تنوف نزوى، والعاقدون عليه عدد من أهل العلم على رأسهم نور الدين السالمي وعامر بن خميس المالكي، وقد قام هذا الإمام بالعدل ونهج منهج الراشدين من أسلافه الغابرين، وقطع دابر المفسدين، حتى قتله أبو بسرة ليلا في خضراء بني دفاع «غرباء»، عندما كان في طريقه متوجها إلى سمد الشأن لإصلاح شؤون المسلمين، وذلك بليلة الخامس من ذي القعدة سنة 1338 للهجرة.
ولقد رثاه العالم الشاعر أبو مسلم ناصر بن سالم بن عديم الرواحي وذلك قبل وفاته بسنة، وفيما يلي جزء من قصيدته:
مولاي أبشر لن تزال مجيدا *** حفظ الإله مقامك المحمودا
إقبال دهرك بالبشائر مؤذن *** تزجي جدودا أشرقت وسعودا
نظرت إليك من السعادة عينها *** فارفع يديك لتشكر المعبودا
ولقد كانت مدة إمامته سبع سنين وأربعة أشهر واثنين وعشرين يوما، وله من الأولاد ثلاثة هم: يحيى وعبد الله ويعقوب. فعبد الله تولى القضاء في الرستاق منذ عهد الإمام محمد بن عبد الله بن سعيد الخليلي ثم عهد السلطان سعيد بن تيمور، وأما يحيى فتقلد الولاية في عدد من الولايات، على تعاقب الدول الدولة منذ دولة الإمام الخليلي حتى هذا العهد أيضا.

## الوفاة
توفي الإمام سالم سنة 1338 هـ، ودفن في بلدة خضراء بني دفاع بالمنطقة الشرقية «المسطاح الآن».